# Laguna Madre
Ne doit pas être confondu avec Laguna Madre (Mexique).
La Laguna Madre est un complexe lagunaire constitué de deux étangs longs et étroits, séparées par l'embouchure du Río Grande. Elle est située sur la côte occidentale du golfe du Mexique, au Texas (États-Unis). La Laguna Madre est séparée des eaux du golfe par un système d'îles barrières telles que l'île Padre.